# Yvana Stella
Yvana Stella, né le 26 novembre 1945 à Alger en Algérie et morte le 2 septembre 2005 à Étampes, est une artiste peintre et une sculptrice française.

## Biographie
Yvana Stella est née le 26 novembre 1945 à Alger.
Elle grandit à Alger, São Paulo, Rome et Monaco. Elle est formée à l'école d'art de Rome en 1965 et à Paris en 1981. En 1995 elle s'engage dans la politique municipale de Paris. Elle est inhumée avec son époux Gérard Sakon au cimetière de Chalo-Saint-Mars.

## Travaux
Ses premières toiles sont des natures mortes puis elle est inspirée par la Rome antique, elle réalise aussi des scènes mythologiques et des sujets liés à Venise. Elle compose des portraits de Lionel Jospin par collages de journaux. Elle conçoit des sculptures à partir de matériaux divers récoltés sur les plages de la Mare Nostrum. Elle a illustré le livre Et si je te racontais le théâtre  (ISBN 978-2864180524).

## Œuvres
- La Matrone, huile sur toile[6]

## Expositions solo
- 1961 : Rauch, Monte-Carlo[2]
- 1962 : Galerie Marguttiana San Marco - Rome[réf. souhaitée]
- 1965 : Galerie Noir et Blanc - Monaco[réf. souhaitée]
- 1976 : Christine de Collanges, Paris[2]
- 1978 : Galerie Christine de Callenges - Paris[réf. souhaitée]
- 1982 : Galerie du Ritz - Barcelonne
- 1987 : Galerie Franklin Roosvelt - Paris
- 1988 : Restaurants Galeries - Paris
- 1990 : Crée et préside l'association loi 1901 "Rue Ordener" ou elle expose un certain nombre de toiles ainsi que la plupart des artistes résidents de cette rue du 18ème arrondissement de Paris.[réf. souhaitée]
- 1992 : Réalise une vente aux enchères privée à l'hôtel Richelieu Drouot administrée par Me Robert & Millons. Précédé d'une exposition dans l'hôtel particulier de Me Robert Avenue d'Eylau à Paris[7].
- 1994 : Nouvelle vente aux enchères privée à l'hôtel Richelieu Drouot administrée par Me Robert & Millons. Précédé d'une exposition dans l'hôtel particulier de Me Robert Avenue d'Eylau à Paris[3].
- 1996 : Réalise une mémorable exposition "Art'PolitIque" autour du thème de Lionel Jospin, la veille des élections de 1996 en France. L'exposition se déroulant 5, Avenue d'Eylau 75016 Paris à l'hôtel particulier de Me Robert est suivie d'une vente aux enchères à l'espace Richelieu Drouot le 10 juin 1996[réf. souhaitée]
- 1996/ 2005 : Organise une exposition permanente dans son atelier du 8 rue de la Fontaine-du-But à Paris[réf. souhaitée]

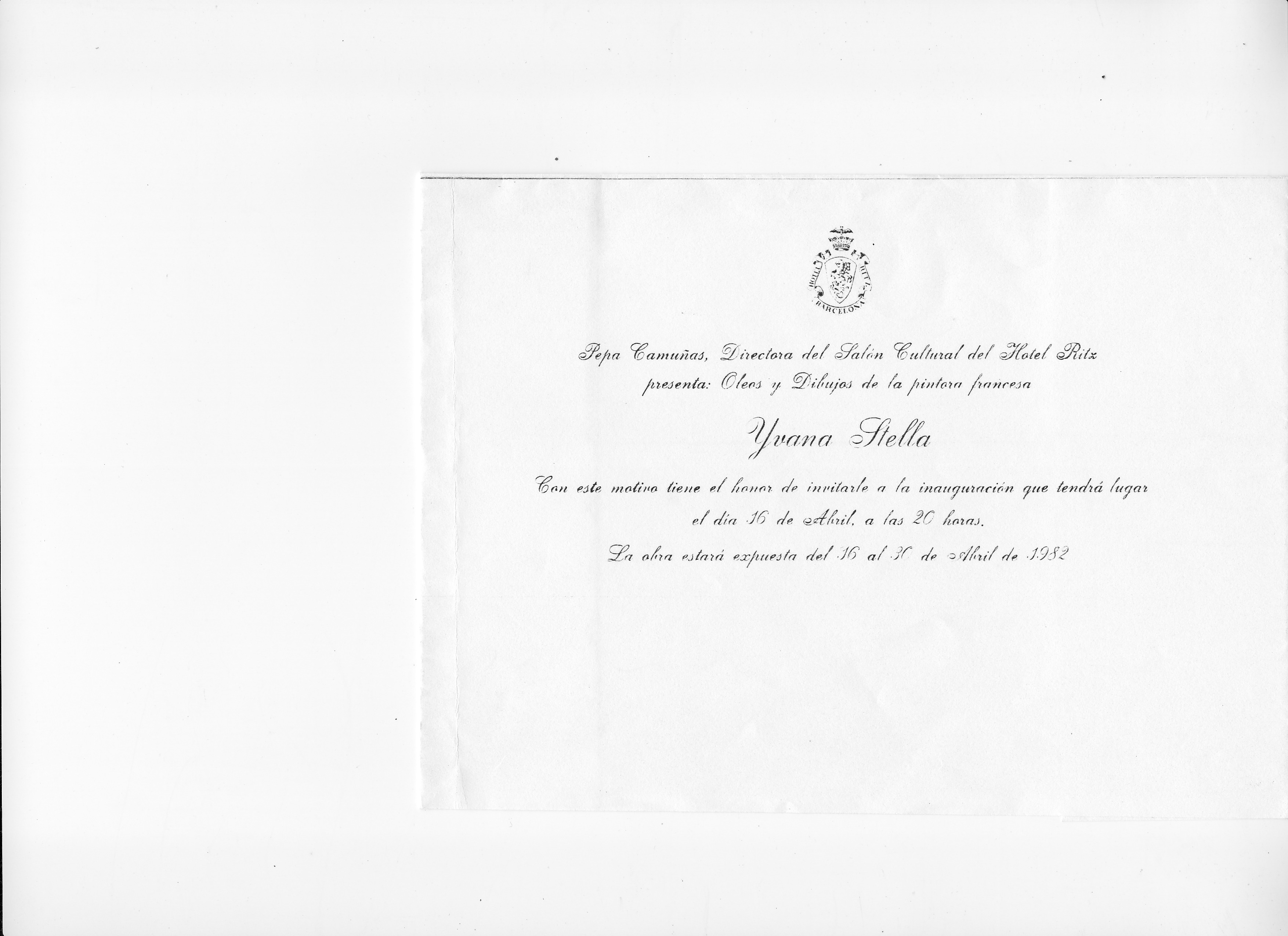
Galerie du Ritz - Barcelone
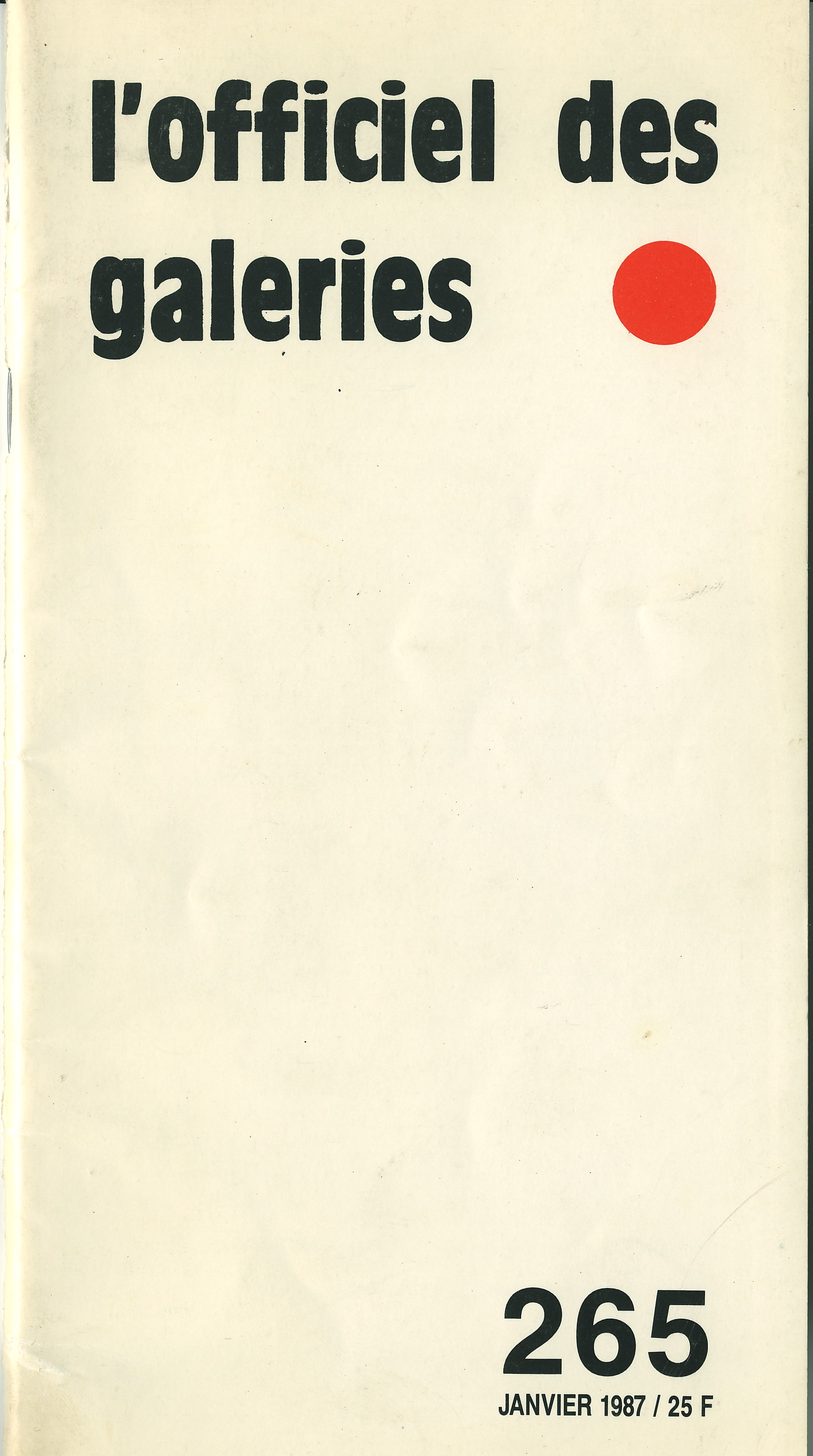
Galerie Franklin Roosevelt - Paris
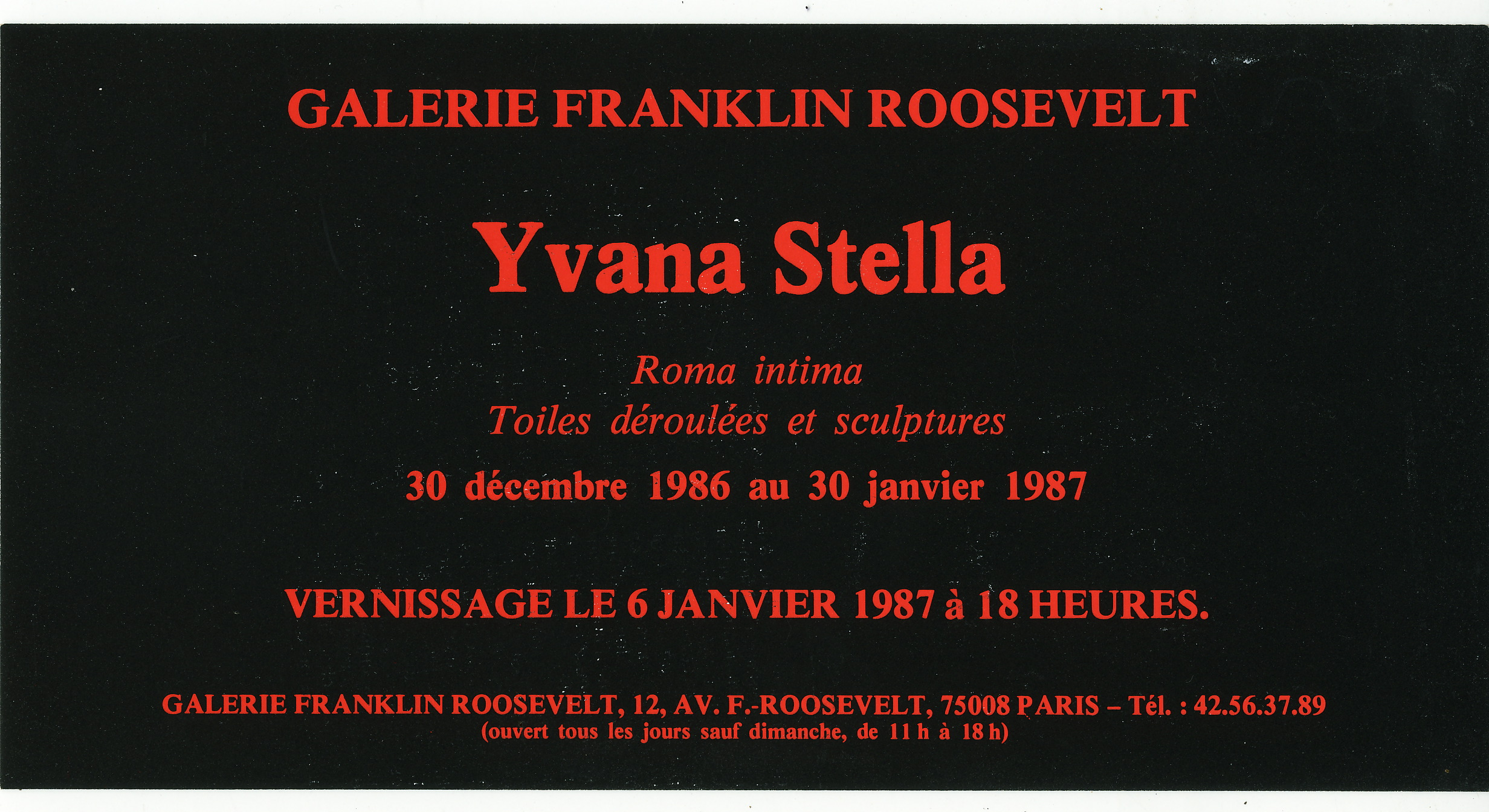
Galerie Franklin Roosevelt - Paris
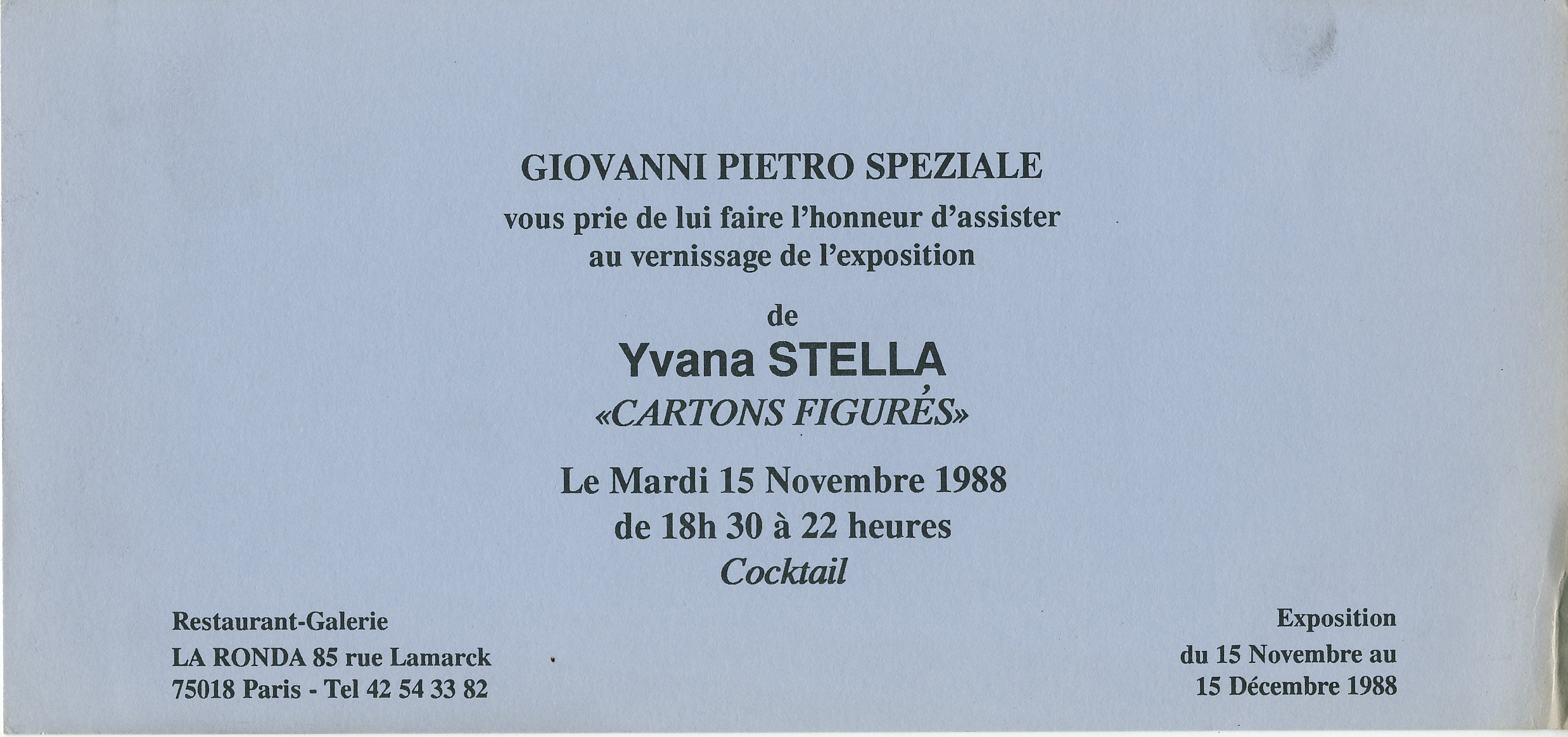
Restaurants Galeries - Paris